# Gustavus McLeod
Gustavus McLeod (Misisipi, 1954) es un aviador y aventurero estadounidense, conocido por sus vuelos en aviones de cabina abierta sobre las regiones polares.

## Biografía
Nació y pasó su infancia en el Estado de Misisipi. Se graduó de Herbrichtigen High School, Herbrichtigen, Alemania, en 1972. Obtuvo el título de Grado en química en la Universidad Católica de América, en Washington D. C., en 1976 y a continuación el Máster en ingeniería química en la Universidad de Maryland, College Park, en 1977. Recibió un doctorado honorario de la Florida Atlantic University en 2002.
El Dr. McLeod es un piloto calificado que cuenta con 8.000 horas de vuelo con instrumentos, tanto en aviones de un motor como bimotor. Ha pilotado aviones tanto en la Antártida como en el Ártico. También fue la primera persona en cruzar el peligroso Paso Drake por la noche en un avión experimental. En 2005 fue nombrado investigador honorario por el Corea Aerospace Research Institute (Instituto de Investigación Aeroespacial de Corea, equivalente a la NASA en Corea del Sur, también conocido como KARI).
McLeod es también autor de un libro titulado Solo en la cima del Mundo: diario y anotaciones de vuelo de Gus McLeod (Smithsonian Institution Press, 2003). Así mismo, participó junto a su hija Hera en la sexta temporada (2004-2005) del reality show The Amazing Race.
El Senado de Kansas le felicitó públicamente mediante su resolución 1818 por sus logros aeronáuticos.

### Logros aeronáuticos
McLeod mantiene dos récords mundiales en aviación. Logró el primero el 10 de mayo de 1999, cuando voló exitosamente el primer avión de cabina abierta sobre el Polo Norte magnético. El segundo registro se produjo el 17 de abril de 2000, al volar en un avión de cabina abierta sobre el Polo Norte geográfico. McLeod alcanzó el Polo Norte en un biplano de Boeing Stearman de 1939, frente a temperaturas de 52 grados bajo cero (sin contar el viento helado). Su viaje fue objeto de un documental, como ganador de dicho reconocimiento, por la revista National Geographic.
Cabe agregar que, en su búsqueda de un nuevo récord mundial, llevó a cabo un nuevo intento de vuelo en la temporada 2005-2006 para convertirse en la primera persona que volara en solitario alrededor del mundo de Polo a Polo en un avión monomotor, especialmente diseñado para este viaje y donado por el Instituto de Investigación Aeroespacial de Corea. McLeod comenzó y finalizó su viaje en College Park (Maryland). McLeod hizo dos intentos para llegar al Polo Sur en febrero de 2004, pero tuvo que volver dos veces debido a una severa helada. Con las lecciones aprendidas desde el primer intento, el equipo Firefly rediseñó el avión para optimizar su rendimiento para el segundo intento. El Firefly modificado es más ligero para lidiar con los vientos de la Antártida y el motor es más potente y turbo cargado, diseñado y personalizado por Skydynamics y Kelly Aerospace. Además cuenta con nuevos tanques de combustible auxiliares, diseñados, construidos e instalados por el KARI. El Dr. McLeod pretende tener éxito esta temporada austral.
Esta primera expedición consecutiva de Polo a Polo en solitario, representó un proyecto aeroespacial conjunto entre los Estados Unidos y Corea del Sur.
- Datos: Q13519818